# On Broken Wings
Gli On Broken Wings sono una band statunitense metalcore di Boston nata nel 2001, spesso accreditati di un sound pioneristico. Il termine metalcore è stato usato dalle band per descrivere la fusione del genere metal con elementi post-hardcore e i suoi tipici breakdown. Caratteristica principale della band è la versatilità del cantante Jonathan Blake, capace di passare dal growl al canto pulito.

## Storia
Dopo aver autoprodotto l'album #1 Beautiful, la band ha firmato un contratto con la Eulogy Recordings, con la quale hanno pubblicato Some of Us May Never See the World (2003), It's All a Long Goodbye (2005) e Going Down (2007).
La band è spesso stata al centro di polemiche riguardanti la violenza dei propri live durante i quali si sostiene siano gli stessi musicisti ad incitare alla violenza, queste polemiche hanno portato poi a vari rifiuti da parti di locali e località statunitensi.
Nei primi mesi del 2007 la band ha pubblicato il terzo album Going Down, contenente le tracce del primo album e quattro nuovi brani, e il cui titolo ha anticipato il ritiro a tempo indeterminato comunicato poco tempo dopo a detta degli stessi membri per dedicarsi ad altri progetti.
Jonathan Blake e Mike McMillen hanno dedicato molto del loro tempo agli Straight Edge, una band punk, Shere Khan si è dedicati ai Black My Heart, McMillen inoltre si è dedicato alla produzione e ha collaborato con altre band della zona di Boston.
Medeiros, McBride e Garvin si sono dedicati alla scrittura dei pezzi della loro nuova band The Confrontation, Garvin inoltre pubblica anche un album con una band chiamata I'm Sorry New York, insieme ad Eric D e Brendan Connors dei The Confrontation e l'ex On Broken Wings Sean LaForce.
Nel febbraio 2008 Garvin, McMillen e LaForce formano anche gli Everybody Out! insieme al chitarrista ex Dropkick Murphys Rick Barton e all'ex frontman di Dead Pets e Lost City Angels Sweeney Todd.
Nello stesso anno la band ritorna con il Mosh Lives tour insieme ad Emmure, Recon, Ligeia ed altri gruppi. Il ritorno avviene all'improvviso quando invece molte voci davano la band come definitivamente sciolta.
Contrariamente a quanto dice il loro profilo MySpace, la Eulogy Recordings ha dichiarato che la band è alla ricerca di una nuova casa discografia. Ma Blake in una recente intervista ha dichiarato che il gruppo è soddisfatto del proprio contratto e che anzi è stata rifiutata un'offerta della Victory Records data la presenza di troppe band con il loro solito stile nel suo roster.

## Formazione

### Formazione attuale
- Jonathan Blake - voce
- Mike McMillen - chitarra
- Burke Medeiros - chitarra
- Jerome McBride - basso
- Kevin Garvin - batteria

### Ex componenti
- Eric D - voce (live)
- Sean Laforce - chitarra (#1 Beautiful, Some of Us May Never See the World)
- Eric Ellis - chitarra (live)
- Brendan Connors - chitarra (live)
- Sean J. Murray - chitarra (live - 2008)
- John "Chuck" Lombardo - basso (#1 Beautiful, Some of Us May Never See the World)
- Wheeler - basso (live)
- Rob Deangelis - basso (live)
- John Earle (a.k.a. "Johnny Cupcakes") - sampler
- Stevie "Brutal" Murray - batteria (live)
- Josh "Skull" Long - batteria (live - 2008)

## Discografia
- 2001 - #1 Beautiful
- 2003 - Some of Us May Never See the World
- 2005 - It's All a Long Goodbye
- 2007 - Going Down